# Věstník vlády pro orgány krajů a orgány obcí
Věstník vlády pro orgány krajů a orgány obcí je promulgační list, určený pro úřední potřebu orgánů krajů a orgánů obcí, který vydává a distribuuje Ministerstvo vnitra. Byl zřízen usnesením vlády dne 29. ledna 2003.
Ve Věstníku vlády pro orgány krajů a orgány obcí se uveřejňují: 
- směrnice, jimiž se řídí orgány krajů a orgány obcí při zabezpečení přenesené působnosti[2][3]
- vybraná usnesení případně opatření vlády, u nichž vláda tento způsob uveřejnění určí
- důležitá sdělení ministerstev určená pro orgány krajů a orgány obcí, pro jiné organizační složky státu, popřípadě příspěvkové organizace (často jde například o sdělení ministerstva vnitra o ztrátě či odcizení úředních razítek a služebních průkazů)